# Bloodless Atraumatic Technique
BAT è l'acronimo di Bloodless Atraumatic Technique, una tecnica di chirurgia non traumatica con sanguinamento ridotto. La tecnica viene applicata in vari interventi di chirurgia plastica per ridurre i tempi di recupero post operatorio dei pazienti.
Le tecniche di chirurgia BAT mirano a ridurre al minimo i traumi ai tessuti, e quindi la presenza di ecchimosi ed edemi, riducendo il dolore e il disagio postoperatorio. Nei pazienti sottoposti a interventi di chirurgia con tecnica BAT, il tempo di recupero postoperatorio risulta compreso fra 24 e 48 ore.

## Possibili applicazioni
Fra le possibili procedure chirurgiche nelle quali sia applicabile la tecnica BAT risultano:
- Mastoplastica additiva
- Mastoplastica riduttiva
- Mastopessi
- Addominoplastica
- Blefaroplastica
- Lifting

## Studi sulla BAT
L'aumento del seno è una delle procedure di chirurgia estetica più comuni nel mondo. Questa procedura sta guadagnando ulteriore interesse e rappresenta sicuramente una parte consistente della pratica di chirurgia estetica con oltre 33.000 procedure solo in Italia. Tuttavia, tale operazione è associata a dolore e disagio significativi nell’immediato periodo postoperatorio e può causare effetti collaterali indesiderati.
In uno studio effettuato presso un centro di chirurgia ambulatoriale accreditato è stato preso in esame il passaggio dall'uso della tecnica classica di aumento del seno all'utilizzo della mastoplastica additiva con tecnica BAT.
È stata eseguita un'analisi retrospettiva di tutti i casi di aumento del seno eseguiti in un periodo di 5 anni (da gennaio 2012 a luglio 2017), praticati da diversi chirurghi. Sono stati osservati la durata postoperatoria del follow-up e gli effetti collaterali come livello di dolore e disagio, lividi e gonfiore. Sono state osservate anche complicanze quali ematoma, infezione, sieroma, cicatrice ipertrofica, necessità di chirurgia di revisione, embolia polmonare o trombosi venosa profonda.
Dallo studio è emersa una significativa diminuzione dei livelli di dolore e disagio, lividi, gonfiore ed ematoma nel gruppo BAT (310 pazienti), in cui non si è verificato dolore nel 17,7% dei casi, dolore leggero nel 77,4%, dolore moderato nel 4,8%, dolore intenso o grave nello 0%. Nel gruppo relativo alla tecnica di mastoplastica classica (95 pazienti), il dolore grave si è verificato nel 13,6% dei casi, dolore intenso nel 73,6%, dolore moderato nel 6,3%, leggero o nessun dolore nello 0%.

## Tecniche e strumenti chirurgici
Le tecniche e le strumentazioni chirurgiche sono state perfezionate e selezionate per ridurre ogni tipo di trauma ai tessuti e per eliminare virtualmente il sanguinamento e l’infiltrazione del sangue nei tessuti, possibile causa di dolore, gonfiore e infiammazione e aumento dei rischi di complicanze. L'impiego di metodologie dettagliate e strumenti chirurgici precisi consente di raggiungere un'emostasi prospettica. 
I benefici clinici sono: minima formazione di tessuto cicatriziale, migliore guarigione, riduzione delle lesioni nervose e durata degli edemi, e minimo dolore postoperatorio, tutte caratteristiche desiderabili in ambito chirurgico. L'impiego di tecniche e strumenti chirurgici specifici consente una drastica riduzione dei traumi termici e meccanici ai tessuti, con conseguente minor dolore e gonfiore postoperatorio consentono inoltre ai chirurghi di ottenere una visione ottimale riducendo al minimo la pressione di presa e di creare il piano di dissezione con molto meno trauma rispetto alle tecniche di dissezione utilizzate da molti chirurghi nel lifting tradizionale, che tagliano o recidono la cute e soprattutto i tessuti sottocutanei con le dita, uno strumento appuntito, un bisturi o una forbice causando molto più sanguinamento.